# Carl Froch
Carl Froch  (født 2. juli 1977 Nottingham i England) er en britisk professionel bokser af polsk baggrund og tidligere WBC Super-mellemvægt mester.
Han er en høj kæmper, der adopterer et meget lavt forsvar, men han bruger sin venstre skulder for at beskytte hagen fra et højrehåndet angreb og hans højre arm fra en venstre, snarere end begge hans underarme.
Han havde tidligere den britiske titel i supermellemvægt niveau, såvel som den engelske titel og også Commonwealth bæltet.

## Amatør
Froch begyndte at bokse hjemme da han var 9 år gammel. Han tilsluttede sig senere Phoenix ABC i Gedling, nær Nottingham. Som en amatør vandt han to ABA mellemvægttitler i 1999 og 2001 og en bronze medalje ved 2001 World Amateur Boxing Championships, før han blev professionel og havde sin første professionelle kamp i marts 2002. 
I løbet af sin amatørkarriere, tabte han en kamp til Denis Inkin, som var planlagt til at kæmpe i en titel Eliminator i 2008, men Inkin træk sig ud tre gange.

## Professionel Karriere
Med en højde på 185cm har Froch haft 27 professionelle kampe, med 20 knockouts.
Han blev professionel sent i en aldere af 25. Han mener, at på trods af hans alder, han er en frisk 33-årig, kan fortsætte i mange år fremover, og at han endnu ikke har ramt sit højdepunkt.
Froch, der er trænet af Robert McCracken og promoveres af Mick Hennessy, er den tidligere WBC World super-mellemvægt mester, som blev overtaget af Mikkel Kessler.
I 2004 vandt han det ledige britiske mesterskab. Han har forsvaret det mod Brian Magee, Damon Haag, og en række andre udfordrere, hvilket gav ham et Lonsdale Belt direkte i processen, og opfylde ham en længervarig ambition.
Den 9. november 2007 på Trent FM Arena i Nottingham stoppede han veteran eks-verdensmesteren Robin Reid, hvorefter Reid pensionerede.
Han er tilhænger af Nottingham Forest og har en sæson billet, hvilket gør ham til en populær skikkelse blandt Forest fans. Han træner af og til på Forest’s træningplads, når en kamp er kommende. 
Han har også optrådt i det populære Sky Sports Saturday Morning Football program Soccer AM ugen før en kamp. 
Han har været særlig gæst i City Ground i en række lejligheder og modtog en varm velkomst fra Forests trofaste.
Den 10. maj 2008 i Trent FM Arena i Nottingham stoppede Carl Froch den ubesejrede polske Albert Rybacki i 4. runde af en planlagt 12 runders kamp. Rybacki blev sat ind i en sidste-øjebliks-udskiftning efter den oprindelige modstander Denis Inkin træk sig ud ved to lejligheder, og ingen Top 30 kæmper var villig til at tage kampen med to ugers varsel.

### Jean Pascal
Den 6. december 2008 kæmpede mod Froch canadiske Jean Pascal om den ledige WBC super-mellemvægtstitel og vandt efter et hård 12-runders slagsmål.  Begge kæmpere viste enorm grus og beslutsomhed, landede og tog imod enorme slag fra hinanden uden selv at blinke.
Siden kampen har Froch og Pascal været venner på et personligt plan og har gjort et løftel til hinanden om at mødes i igen i fremtiden.
Pascal har siden bevæget sig op til letsværvægt og blevet WBC letværvægtsverdensmester efter at have besejret Adrian Diaconu. Pascal har siden forsvaret sin titel tre gange, herunder en kamp mod højt roste amerikanske Chad Dawson.

### Jermain Taylor
Den 25. april 2009 kæmpede Froch mod Jermain Taylor i sit første forsvar af sin WBC super-mellemvægt titel på Foxwoods Resort i Foxwoods, Connecticut i USA. Froch overlevede et tredje-runde knockdown – den første han havde været udsat for i hele hans karriere, som amatør og professionel – og bag ud på point på to af de tre dommeres kort, lykkedes det ham i sidste runde at stoppe sin modstander med et fantastisk 12. rundes knockout.
Efter kampen, var Froch med enorm selvtillid hurtig til at sende en verbal udfordring til den walisiske bokser Joe Calzaghe (den eneste der havde slået Kessler på daværende tidspunkt), og blev også citeret for at sige "Kessler, Pavlik, Hopkins, I want them all to feel the force." 

### Super Six
Den 13. juli 2009 besluttede Froch at deltage i Super Six World Boxing Classic supermellemvægt turneringen udtænkt af den amerikanske gigant Showtime. Turneringen har 6 boksere, herunder Andre Dirrell, Mikkel Kessler, Arthur Abraham, Jermain Taylor, Andre Ward og Froch selv. Froch's første modstander i Super Six var Andre Dirrell.

### Andre Dirrell
Kampen fandt sted i Nottingham den 18. oktober 2009 og Froch's WBC verden titel var på linje. Froch vandt kampen og beholdte sin titel med en split beslutnings sejr over den tidligere ubesejrede Andre Dirrell. . To af dommerne afgjorde kampen til 115-112 til fordel for Froch, mens den tredje afgjorde kampen til 114-113 til fordel for Dirrell. 
Froch's næste kamp var mod Mikkel Kessler, der tabte WBA Super mellemvægt mesterskabet til Andre Ward. . I en tæt kæmpet konkurrence i Kessler's hjemland Danmark, hvor begge mænd havde store øjeblikke i hele kampen, påførte Kessler Froch' hans første professionelle nederlag via en enstemmig afgørelse, dommerne adgjorde kampen ved udkanten af 116-112, 115-113 og en temmelig tvivlsom 117-111.
Carl Froch var sat til at skulle møde tidligere mellemvægtmester Arthur Abraham i 3. fase af Super Six World Boxing Classic. Men da en øjenskade tvang Mikkel Kessler til at opgive sin WBC titel og træde ud af turneringen, vil Froch-Abraham være en semi-finale med WBC super-mellemvægt titlen på linjen. Vinderen af kampen vil stå over for enten Andre Ward eller Andre Dirrell, afhængig af resultatet af deres kamp.
Både Froch og Abraham kommer fra et tab i den 2. fase af Super Six, med Abraham tabte via en kontroversiel diskvalifikation mod Frochs tidligere offer Andre Dirrell, da Abraham landede et fejende hook på hagen af Dirrell, mens han var nede på knæ.

## Mesterskabstitler
| Krop og Vægtklasse              | Titel Begyndt      | Titel Sluttet                           | Varrighed  |
| ------------------------------- | ------------------ | --------------------------------------- | ---------- |
| English super middleweight      | 28. november 2003  | 12. Marts 2004 (Tilbageleveret titel)   | 4 måneder  |
| Commonwealth super middleweight | 12. marts 2004     | 24. november 2006 (Relinquished title)  | 20 måneder |
| British super middleweight      | 24. september 2004 | 6. december 2008 (Tilbageleveret titel) | 51 måneder |
| WBC super middleweight          | 6. december 2008   | 24. april 2010                          | 16 måneder |

## Professionel bokserekord
| 26 Sejre (20 Knockouts, 6 beslutninger, 1 tab, 0 Uafgjorte |                   |                      |       |            |                                          |                                                                                      |
| Res.                                                       | Modstander        | Afgørelse            | Runde | Dato       | Sted                                     | Noter                                                                                |
| Sejr                                                       | Glen Johnson      | Decision (unanimous) | 12    | ?????      | New York, USA.                           | Semifinale i Super Six turneringen.                                                  |
| Nederlag                                                   | Mikkel Kessler    | Decision (unanimous) | 12    | 2010-04-24 | Herning, Danmark.                        | 2. kamp i Super Six turneringen. Tabte sin WBC Supermellemvægts-titel                |
| Sejr                                                       | Andre Dirrell     | Decision (split)     | 12    | 2009-10-18 | Nottingham, England                      | Beholdte sin WBC supermellemvægtstitel. Fik 2 Point i Super Six World Boxing Classic |
| Sejr                                                       | Jermain Taylor    | TKO                  | 12    | 2009-04-25 | Mashantucket, Connecticut, United States | Beholdte sin WBC supermellemvægtstitel.                                              |
| Sejr                                                       | Jean Pascal       | Decision (unanimous) | 12    | 2008-12-06 | Nottingham, England                      | Vandt ledig WBC supermellemvægtstitel.                                               |
| Sejr                                                       | Albert Rybacki    | TKO                  | 4     | 2008-05-10 | Nottingham, England                      |                                                                                      |
| Sejr                                                       | Robin Reid        | TKO                  | 5     | 2007-11-09 | Nottingham, England                      |                                                                                      |
| Sejr                                                       | Sergey Tatevosyan | TKO                  | 2     | 2007-03-23 | Nottingham, England                      |                                                                                      |
| Sejr                                                       | Tony Dodson       | KO                   | 3     | 2006-11-24 | Nottingham, England                      |                                                                                      |
| Sejr                                                       | Brian Magee       | KO                   | 11    | 2006-05-26 | York Hall, Bethnal Green, England        |                                                                                      |
| Sejr                                                       | Dale Westerman    | TKO                  | 9     | 2006-02-17 | York Hall, Bethnal Green, England        |                                                                                      |
| Sejr                                                       | Ruben Groenewald  | TKO                  | 5     | 2005-02-12 | Nottingham, England                      |                                                                                      |
| Sejr                                                       | Matthew Barney    | Decision (unanimous) | 12    | 2005-07-09 | Nottingham, England                      |                                                                                      |
| Sejr                                                       | Henry Porras      | TKO                  | 8     | 2005-04-21 | Hollywood, California, United States     |                                                                                      |
| Sejr                                                       | Damon Hague       | TKO                  | 1     | 2004-09-24 | Nottingham, England                      |                                                                                      |
| Sejr                                                       | Mark Woolnaugh    | TKO                  | 9     | 2004-06-02 | Nottingham, England                      |                                                                                      |
| Sejr                                                       | Charles Adamu     | Decision (unanimous) | 12    | 2004-03-12 | Nottingham, England                      |                                                                                      |
| Sejr                                                       | Dmitry Adamovich  | TKO                  | 2     | 2004-01-30 | Dagenham, England                        |                                                                                      |
| Sejr                                                       | Alan Page         | TKO                  | 7     | 2003-11-28 | Derby, England                           | won BBBofC English super middleweight title.                                         |
| Sejr                                                       | Vage Korcharyan   | Decision (unanimous) | 8     | 2003-10-04 | London, England                          |                                                                                      |
| Sejr                                                       | Michael Monaghan  | TKO                  | 3     | 2003-04-16 | Nottingham, England                      |                                                                                      |
| Sejr                                                       | Varuzhan Davtyan  | TKO                  | 5     | 2003-03-05 | York Hall, Bethnal Green, England        |                                                                                      |
| Sejr                                                       | Valery Odin       | TKO                  | 6     | 2003-01-28 | Nottingham, England                      |                                                                                      |
| Sejr                                                       | Mike Duffield     | TKO                  | 1     | 2002-12-21 | Dagenham, England                        |                                                                                      |
| Sejr                                                       | Paul Bonson       | Decision (unanimous) | 6     | 2002-10-25 | York Hall, Bethnal Green, England        |                                                                                      |
| Sejr                                                       | Darren Covell     | TKO                  | 1     | 2002-08-23 | York Hall, Bethnal Green, England        |                                                                                      |
| Sejr                                                       | Ojay Abrahams     | KO                   | 1     | 2002-05-10 | York Hall, Bethnal Green, England        |                                                                                      |
| Sejr                                                       | Michael Pinnock   | TKO                  | 4     | 2002-03-16 | York Hall, Bethnal Green, England        | pro debut.                                                                           |

### Personlige liv
Froch blev født i Nottingham i 1977 af en engelsk mor (Carol) og en engelsk far (Frank), hans efternavn er fra hans polske bedsteforældre.  Tidligt i sit liv ønskede Froch at blive en fodboldspiller og spille for Nottingham Forest, hans lokale fodboldhold, og har udtalt, at han ville elske at kæmpe på City Ground. Froch er en ivrig fan af Johnny Cash og er også en ivrig historiker med hensyn til slag. Han er gift med britiske glamour model Rachael Cordingley. I sin klumme i Nottingham Evening Post, meddelte han fødslen af sit første barn Rocco som vejede £ 6 14,5 ounce.